# Čtverečná soustava
Čtverečná, tetragonální soustava je jedna ze sedmi krystalografických soustav. Možné prvky souměrnosti jsou: čtyřnásobná osa souměrnosti (symbol 4), čtyři dvojnásobné osy (2), maximálně pět rovin souměrnosti (m), střed souměrnosti (1) a jejich kombinace. Bravaisovy mřížky jsou zastoupené dvě: primitivní (P) a prostorově centrovaná (I).

## Typy mřížek

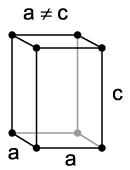
Primitivní mřížka
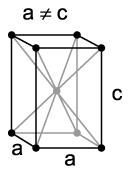
Prostorově centrovaná mřížka

## Výběr souřadnicové soustavy
Jako vertikála souřadnicové osy Z se vybírá čtyřnásobná osa (4), případně inverzní čtyřnásobná osa (4). Jak jsou na ni kolmé dvojnásobné osy, dvě z nich jsou potom osami X a Y. Pokud nejsou přítomné dvojnásobné osy souměrnosti, je tu možnost vybrat tyto souřadnicové osy X a Y ležící v rovinách souměrnosti. V případě, že nejsou přítomné ani roviny, tak je výběr os X a Y nevázaný a standardní orientace je taková, aby měl dominantní krystalový tvar Millerovy symboly {hkl}, nebo {110}.

## Krystalové tvary
V jednotlivých grupách jsou možné další tvary:
- mmm - pinakoid, tetragonální prizma, tetragonální dipyramida, ditetragonální prizma, ditetragonální dipyramida
- 4/m - pinakoid, tetragonální prizma, tetragonální dipyramida
- 4mm - pedion, tetragonální prizma, tetragonální pyramida, ditetragonální prizma, ditetragonální pyramida
- 422 - pinakoid, tetragonální prizma, tetragonální dipyramida, ditetragonální prizma, tetragonální traperzoedr
- 42m - pinakoid, tetragonální prizma, tetragonální dipyramida, ditetragonální prizma, tetragonální disfenoid, tetragonální skalenoedr
- 4 - pedion, tetragonální prizma, tetragonální pyramida
- 4 - pinakoid, tetragonální prizma, tetragonální disfenoid